# Arturo Woodman
Arturo Ernesto Woodman Pollit (Piura, 16 de octubre de 1931-Lima, 2 de julio de 2023) fue un empresario, ingeniero y político peruano. Fue presidente del Instituto Peruano del Deporte (2004-2005, 2006-2011), presidente de la Confederación Nacional de Instituciones Empresariales Privadas (Confiep) para el periodo 1994-1995 y representante del Grupo Romero durante diez años.

## Biografía
Nació en la ciudad de Piura el 16 de octubre de 1931. Fue hijo de Arturo Woodman Cornejo (Piura, 25 de septiembre de 1905-Lima, 20 de febrero de 1998) y Mary Pollitt Seminario (Piura, 18 de febrero de 1907-Lima, 9 de febrero de 1997). Es hermano del reconocido científico Ronald Woodman Pollitt, expresidente del Instituto Geofísico del Perú (IGP), recipiente del premio Appleton y miembro de la Academia Nacional de Ciencias de Estados Unidos. A través de su hermana Marita, fue cuñado de Frank Mc Lauchlan García, exalcalde de Piura. 
Realizó sus estudios universitarios de Ingeniería Civil en la Universidad Nacional de Ingeniería y en el Programa de Alta Dirección de la Universidad de Piura.
Fue presidente de la Confederación Nacional de Instituciones Empresariales Privadas (1994-1995), miembro del comité de Privatización de las empresas azucareras (1995-1999), representante del Grupo Romero en la privatización del puerto de Matarani (1999), directivo en Pacífico Seguros, director del Banco de Crédito del Perú y fundador y presidente del Patronato Nacional Pro Bomberos del Perú.
Asimismo, fue encargado de asumir el Instituto Peruano del Deporte. En 1996 estuvo brevemente en la dirección de la institución pero renunció. No obstante, asumió presidencia en la siguiente década (2004-2005, 2006-2011), desde donde lideró exitosamente la organización de la Copa América 2004 y el Campeonato Mundial Sub-17 2005.

## Participación en la política

### Candidato en 2006
Para las elecciones generales de 2006, Woodman fue anunciado por Lourdes Flores como su candidato a la primera vicepresidencia en su plancha presidencial por Unidad Nacional. Sin embargo, la plancha presidencial quedó en tercer lugar de las preferencias electorales.

## Fallecimiento
El 2 de julio de 2023, Arturo Woodman falleció a los 91 años en la ciudad de Lima.

## Controversias

### Denuncia por delito de peculado
En el 2006 fue denunciado por presuntamente ser cómplice de delito de peculado durante el gobierno de Alberto Fujimori por el caso de la concesión del puerto de Matarani al Grupo Romero. En ese momento, Woodman ocupaba el rol de presidente del comité privatizador de la azucarera Pucalá entre el 11 de marzo de 1997 y el 27 de agosto de 1999, que dependía de la Comisión de la Promoción de la Inversión Privada (Copri), adscrita a la Presidencia del Consejo de Ministros. Durante el gobierno anterior, se había invertido 50 millones de dólares y se había valorizado en 70 millones de dólares. A partir de la gestión de Woodman en 1999, representando tanto al estado como a intereses privados, Santa Sofía Puertos del Grupo Romero obtuvo la buena pro el 31 de mayo de 1999 y compró la concesión por 9 millones de dólares en un contrato de estabilidad tributaria de 30 años.
Tres años antes de la denuncia, el 2003, Woodman admitió ante el Congreso de la República «que hizo el papel de doble agente, como funcionario público y representante del Grupo Romero».
Otro de sus cuestionamientos fue sobre sus reuniones con el condenado exasesor presidencial Vladimiro Montesinos en el Servicio de Inteligencia Nacional.